# Salamandre sombre du Nord
Desmognathus fuscus
Espèce
Synonymes
- Salamandra fusca Green, 1818
- Salamandra nigra Green, 1818
- Salamandra sinciput-albida Green, 1818
- Triturus fuscus Rafinesque, 1820
- Triturus nebulosus Rafinesque, 182
- Salamandra picta Harlan, 1825
- Salamandra intermixta Green, 1825
- Salamandra frontalis Gray, 1831
- Molge brunneus Duméril, Bibron & Duméril, 1854
- Molge arenatus Duméril, Bibron & Duméril, 1854
- Salamandra phoca Matthes, 1855

Statut de conservation UICN

 LC  : Préoccupation mineure
La Salamandre sombre du Nord (Desmognathus fuscus) est une espèce d'urodèles de la famille des Plethodontidae.

## Répartition
Cette espèce se rencontre dans l'est des États-Unis et au Canada dans le sud du Québec et au Nouveau-Brunswick.

## Publication originale
- Rafinesque, 1820 : III Class. Erpetia. The reptiles. Annals of Nature, or, Annual Synopsis of New Genera and Species of Animals, Plants, etc. Discovered in North America. Lexington, Kentucky, vol. 1, p. 4-6 (texte intégral).